# Ignacy Hryniewiecki
Ignacy Hryniewiecki (17. června 1856, Kalinovka, Ruské impérium – 1. březnajul./ 13. března 1881greg., Petrohrad, Ruské impérium) byl běloruský revolucionář polského původu a vrah cara Alexandra II.

## Život

### Revolucionářský život
Ignacy Hryniewiecki se narodil ve zchudlé polské šlechtické rodině na malém panství. V roce 1875 odešel Hryniewiecki studovat na Petrohradskou univerzitu v oboru matematika. Později se stal členem organizace Narodnaja volja.
V roce 1880 měl Hryniewiecki na starosti revoluční propagandu mezi studenty a odborníky.

### Příprava atentátu na Alexandra II.
Roku 1881 začal Hryniewiecki organizovat atentát na Alexandra II. Členům organizace Narodnaja volja poslal dopisy, v nichž spílal carovi Alexandrovi II., velebil prvního neúspěšného carova atentátníka Dmitrije Karakozova, považoval za nezbytné odstranit cara a vyzval členy organizace, aby mu v atentátu pomohli. K Hryniewieckému se tak připojili Timofej Michajlov, Andrej Željabov, Nikolaj Rysakov, Ivan Jemeljanov, Sofja Perovská a Nikolaj Kibalčič.
Výbušniny zhotovil Kibalčič s kombinací nitroglycerinu a nitrocelulózy. Bomby byly testované v předměstském parku. Dvě bomby sice selhaly, jedna však přesto explodovala.
Den před atentátem Hryniewiecki napsal:
| „ | Alexandr II. musí zemřít... Zemře a společně s ním zemřeme i my, jeho nepřátelé, jeho vrazi... Dějiny jasně ukazují, že nádherný strom svobody vyžaduje lidské oběti… To je můj úděl zemřít mladý, i když se z vítězství dlouho radovat nebudu… | “ |

### Atentát na Alexandra II.
V den atentátu 1. březnajul./ 13. března 1881greg. pořádal Alexandr II. vojenskou přehlídku v Petrohradu. Když průvod přejížděl přes most nad řekou Něvou, vyšel z davu spiklenec Nikolaj Rysakov a hodil na carův kočár bombu. Exploze však zabila dva kozáky a jednoho svědka. Když šokovaný Alexandr II. vystoupil z kočáru, z druhého konce mostu přiskočil Hryniewiecki a hodil po carovi bombu, která pod jeho nohama explodovala. Car byl těžce zraněn a brzy po několika hodinách zemřel.
Při atentátu však zahynul i sám Hryniewiecki.
Hryniewieckého spoluspiklenci Nikolaj Kibalčič, Sofja Perovská, Nikolaj Rysakov, Timofej Michajlov a Andrej Željabov byli odsouzeni k trestu smrti a 15. dubna 1881 oběšeni. Těla pak byla zahrabána v neoznačených hrobech. Rovněž Jemeljanov dostal trest smrti, jenž byl změněn na doživotí, které si měl odpykat na nucených pracích.